# Lilian Keller
Lilian Keller (Buenos Aires, 27 de agosto de 1946 - ib., 30 de septiembre de 2020) fue una actriz argentina de cine, teatro y televisión y locutora. Uno de sus hijos es el actor y productor Adrián Suar.

## Biografía
Nacida en 1946 bajo el nombre de Clara Kempner, era hija de un matrimonio judío. Desde muy chica se apasionó por la actuación. Debutó profesionalmente a los diez años.
Casada desde muy joven con el reconocido cantor litúrgico Yehuda Kirzner Schwartz conocido como Leibele Schwartz. Tuvo sus 4 hijos junto a él.
En cine trabajó en dos películas, ambas con roles de reparto: Graciela (1956), de la mano de Leopoldo Torre Nilsson, protagonizada por Elsa Daniel, Lautaro Murúa, Ilde Pirovano y Alba Mujica; y Hoy no tuve miedo (2011), con dirección de Iván Fund, junto a Araceli Castellanos Gotte, Belén Werbach y Marianela Castellano.
En televisión intervino en varias ficciones de la productora de su hijo. Trabajó en la tira Verdad/Consecuencia que se emitió entre 1996 y 1998. Y en teatro actuó en diversas obras musicales e hizo teatro en el "off Broadway”.
Fue, entre otras cosas, una seguidora incondicional de Carlos Menem, fue la conductora de los actos del expresidente.

## Vida privada
Estuvo casada desde los 15 años con el cantor lírico Leibele Schwartz hasta la muerte de este. Sus cuatro hijos nacieron cuando el matrimonio estaba viviendo en Queens, Nueva York. Pero al tiempo, la familia decidió regresar a la Argentina dónde estaba Polka, la madre de Lilian, quien la ayudó en la crianza de los chicos y de quién Suar tomaría luego el nombre para fundar su productora. En el 2010 conoce al abogado Quique Suárez, a quién había conocido gracias a Mariano Mores en un show en el Teatro Gran Rex.

## Fallecimiento
Falleció el miércoles 30 de septiembre de 2020 a los 74 años de edad. La actriz había sufrido un ACV dos semanas antes y fue internada. Luego de haber sido intervenida quirúrgicamente sufrió otro accidente cerebrovascular, y finalmente falleció.

## Filmografía
- 2017: Una gran noche.
- 2011: Hoy no tuve miedo.
- 1956: Graciela.

## Televisión
- 1996: Verdad/Consecuencia.